# Полігоно
Полігоно (грец. Πολύγωνο) — район Афін; давня назва Анхесмос (Αγχεσμός). Сучасна назва походить від полігону, на якому відбувались урочисті паради Афінського кадетського корпусу.
Район розташований вище парку Педіон ту Ареос (грец. Πεδίον του Άρεως, дос. «Марсове поле») на схилах пагорба Турковунія. Межує із районами Ґізі, Кіпселі та Неа-Філофеі.

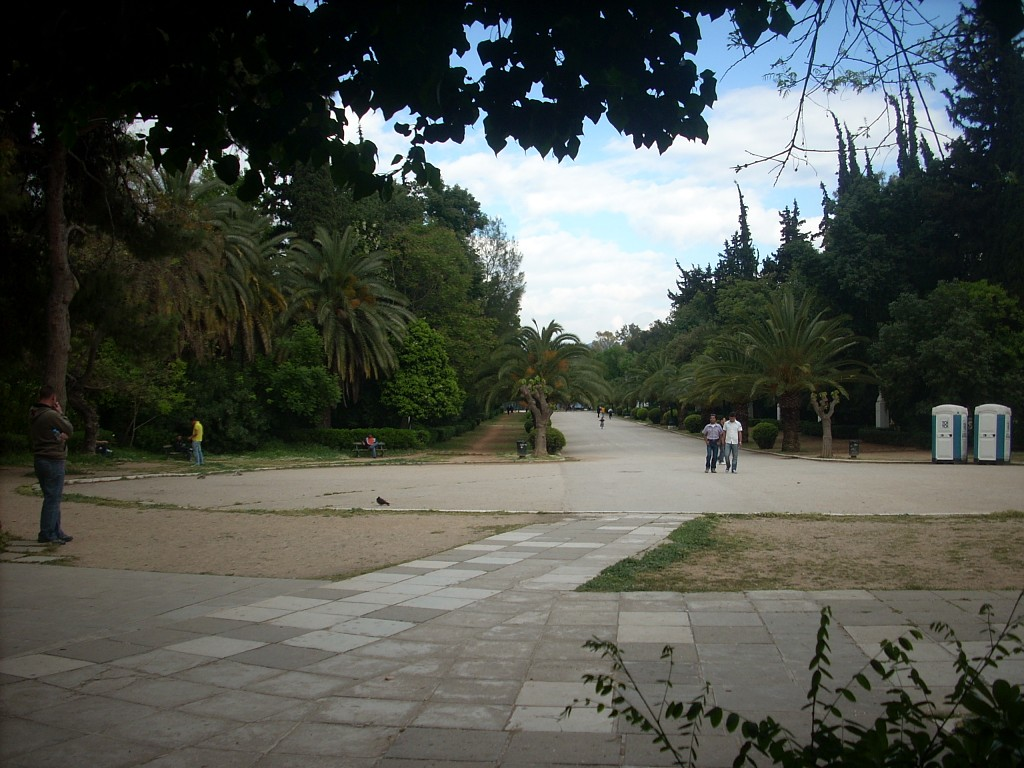
Парк Педіон ту Ареос